# Nite City
Nite City, ook wel Ray Manzarek's Nite City genoemd, was een Amerikaanse rockband. Gedurende zijn korte bestaan werden van deze supergroep twee albums uitgegeven door 20th Century Records. Het debuutalbum werd geproduceerd door Manzarek en Jay Senter, het tweede album produceerde Manzarek in zijn eentje.

## Bezetting
- Nigel Harrison - basgitaar
- Jimmy Hunter - drums, zang
- Noah James - zang
- Ray Manzarek - toetsen, zang
- Paul Warren - gitaar, zang

## Discografie
- Nite City (1977)
- Golden Days Diamond Night (1978)